# Haemanthus
Haemanthus là chi thực vật có hoa trong họ Loa kèn đỏ (Amaryllidaceae), phân bố chủ yếu ở Nam Phi và một số khu vực lân cận. Chi này được biết đến với các loài như Hồng tú cầu, cây Huệ máu (blood lily).
Hầu hết các loài trong chi này có hoa mọc thành cụm, được bảo vệ bởi bốn hoặc nhiều mo có màu sắc phù hợp với màu hoa. Hoa chứa nhiều mật và phấn và có mùi rất nhạt. Trái có hình cầu, khi chín có màu từ đỏ đến hồng, cam hoặc trắng và thường có mùi thơm.
Haemanthus có từ một đến sáu lá, lá nằm rạp trên mặt đất hoặc dựng thẳng tùy theo các loài.
Chi này ra đời năm 1753 bởi Linnaeus. Tên của nó bắt nguồn từ tiếng Hy Lạp: αίμα, haima và ανθος, anthos, có nghĩa là hoa máu - huyết hoa.
Danh sách các loài trong chi được công nhận trong cuốn Danh mục các loài cây trên Thế giới (World Checklist of Selected Plant Families):
| - Haemanthus albiflos Jacq. - Haemanthus amarylloides Jacq. - Haemanthus avasmontanus Dinter - Haemanthus barkerae Snijman - Haemanthus canaliculatus Levyns - Haemanthus carneus Ker Gawler - Haemanthus coccineus L. - Haemanthus crispus Snijman - Haemanthus dasyphyllus Snijman - Haemanthus deformis Hook.f. - Haemanthus graniticus Snijman | - Haemanthus humilis Jacq. - Haemanthus lanceifolius Jacq. - Haemanthus montanus Baker - Haemanthus namaquensis R.A. Dyer - Haemanthus nortieri Isaac - Haemanthus pauculifolius Snijman & A.E.van Wyk - Haemanthus pubescens L. - Haemanthus pumilio Jacq. - Haemanthus sanguineus Jacq. - Haemanthus tristis Snijman - Haemanthus unifoliatus Snijman |

## Hình ảnh

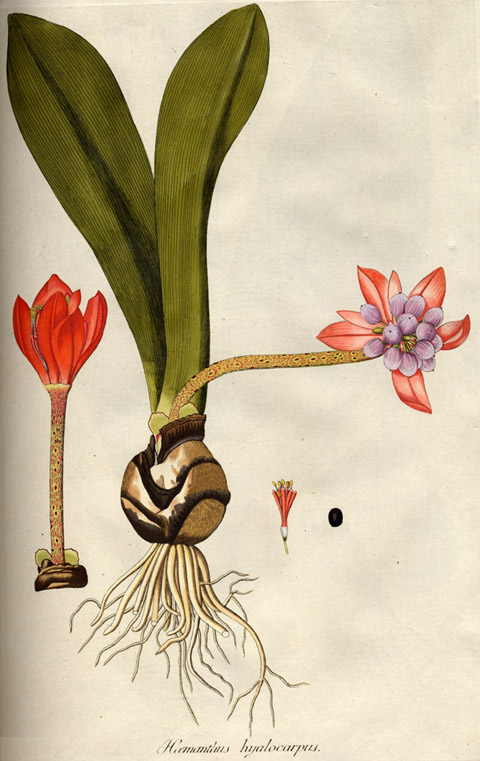
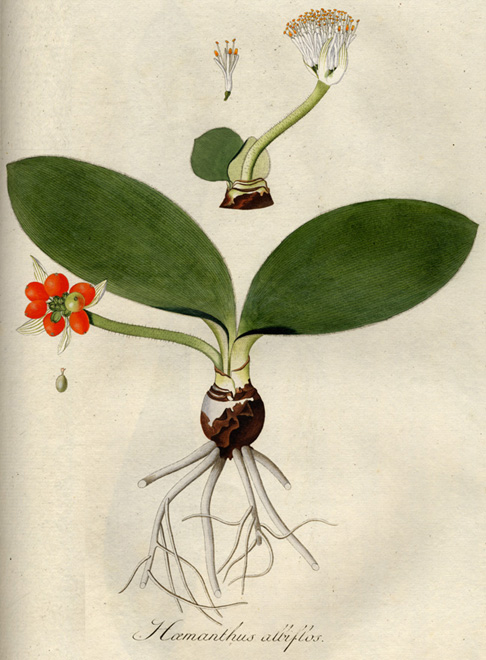
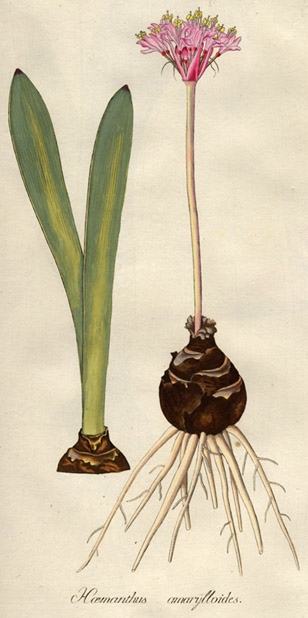
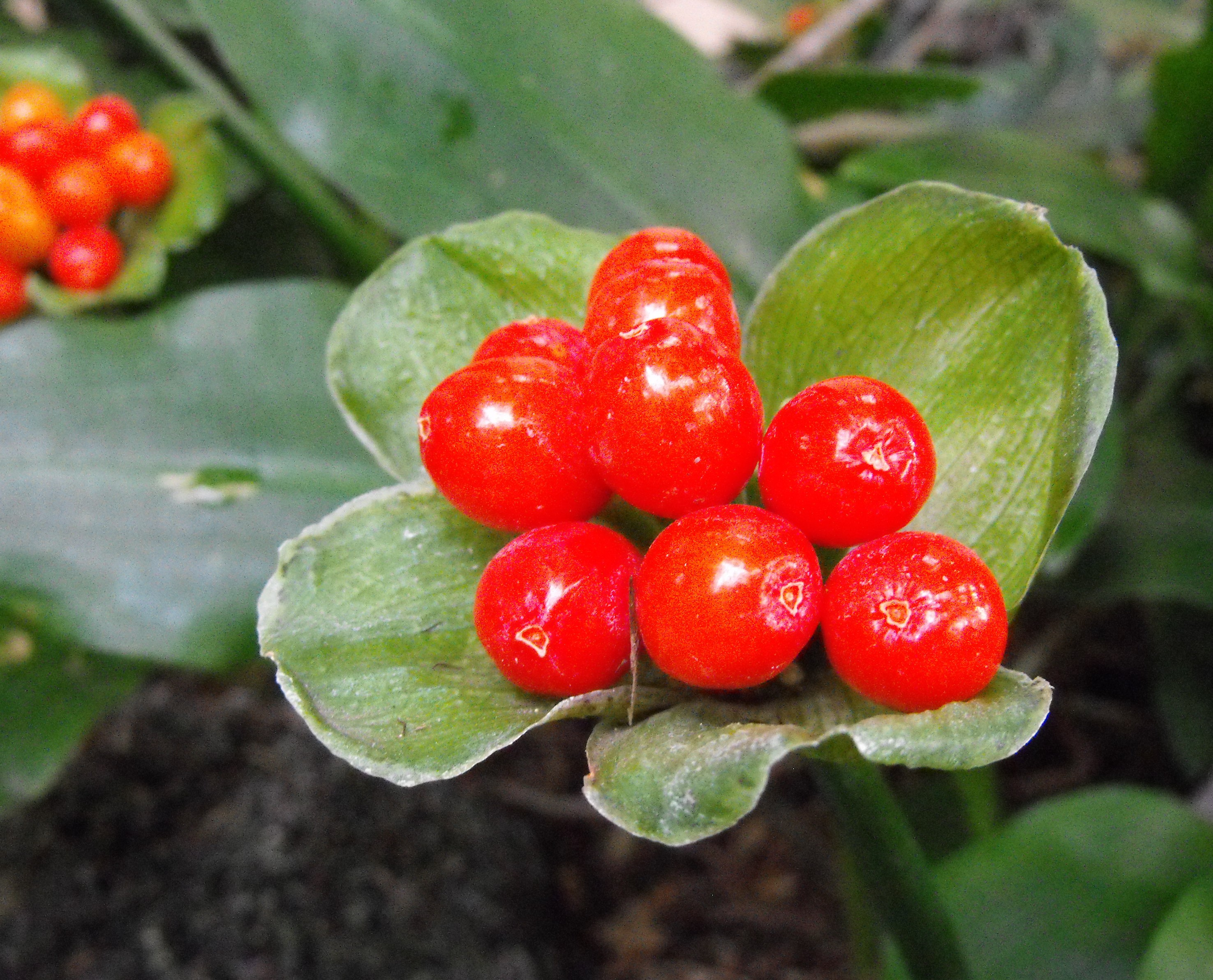